# Kapela (Bjelovar)
Kapela ist eine Gemeinde in der Gespanschaft Bjelovar-Bilogora in Kroatien.

## Ortschaften und Einwohner
Die Gesamtgemeinde Kapela hatte laut der Volkszählung 2011, 2984 Einwohner verteilt auf 26 Ortschaften:
| - Babotok – 112 - Botinac – 119 - Donji Mosti – 210 - Gornje Zdelice – 128 - Gornji Mosti – 78 - Jabuceta – 62 - Kapela – 428 - Kobasicari – 189 - Lalici – 23 - Lipovo Brdo – 115 - Nova Diklenica – 114 - Novi Skucani – 196 - Pavlin Kloštar – 152 | - Poljancani – 79 - Prnjavor – 22 - Reškovci – 34 - Sredice Gornje – 159 - Srednja Diklenica – 58 - Srednji Mosti – 98 - Stanici – 123 - Stara Diklenica – 56 - Starcevljani – 151 - Stari Skucani – 129 - Šiptari – 75 - Tvrda Reka – 29 - Visovi – 45 |